# 杰里迈亚·马内莱
杰里迈亚·马内莱（英語：Jeremiah Manele；1968年—），所罗门群岛政治家，现任所罗门群岛总理。

## 政治生涯
马内莱早年是所罗门群岛公务员和资深外交官。2014年，他首次当选所罗门群岛议会议员，并在与梅納西·索加瓦雷竞争总理职位时落败，成为议会反对党领袖。2017年，索加瓦雷因议会通过不信任案而下台，里克·霍尼普韦拉当选总理。马内莱进入内阁，担任发展计划与援助协调部长。2019年，马内莱在议会选举中连任议员，索加瓦雷再度出任总理，马内莱在索加瓦雷内阁中担任外交和外贸部长。同年9月，雖應邀訪問台北，但在任內，所罗门群岛依然与中华民国断交，转与中华人民共和国建交，马内莱以外交部长身份访问北京并签署《建交公报》。2024年4月，马内莱在议会选举中连任议员，并于5月2日以31票比18票的优势击败马修·威尔，当选所罗门群岛总理。